# José van Dam
El barón José van Dam (Ixelles, 25 de agosto de 1940) es un cantante de ópera bajo-barítono belga. Su verdadero nombre es Joseph van Damme.

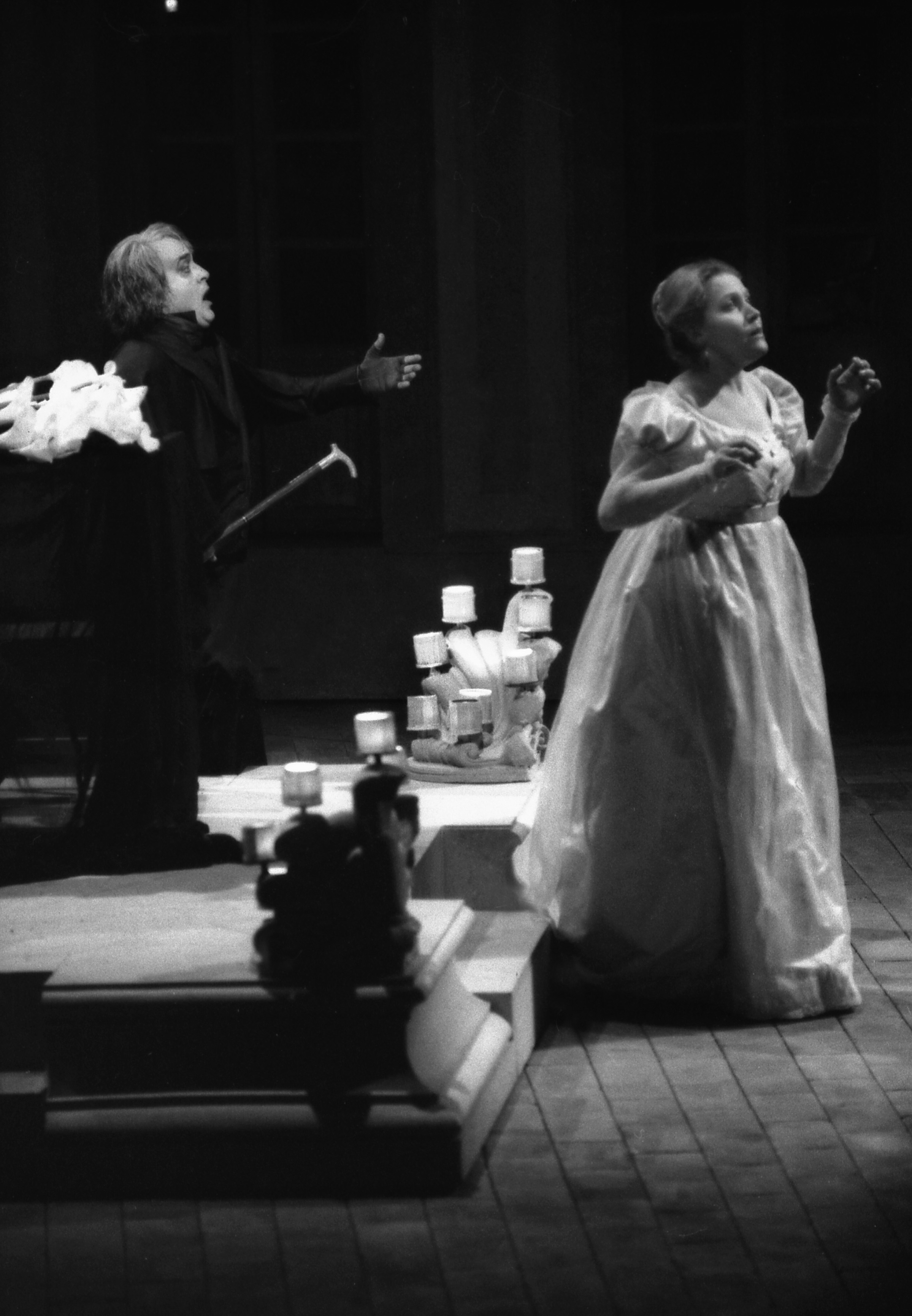
José Van Dam en La Monnaie

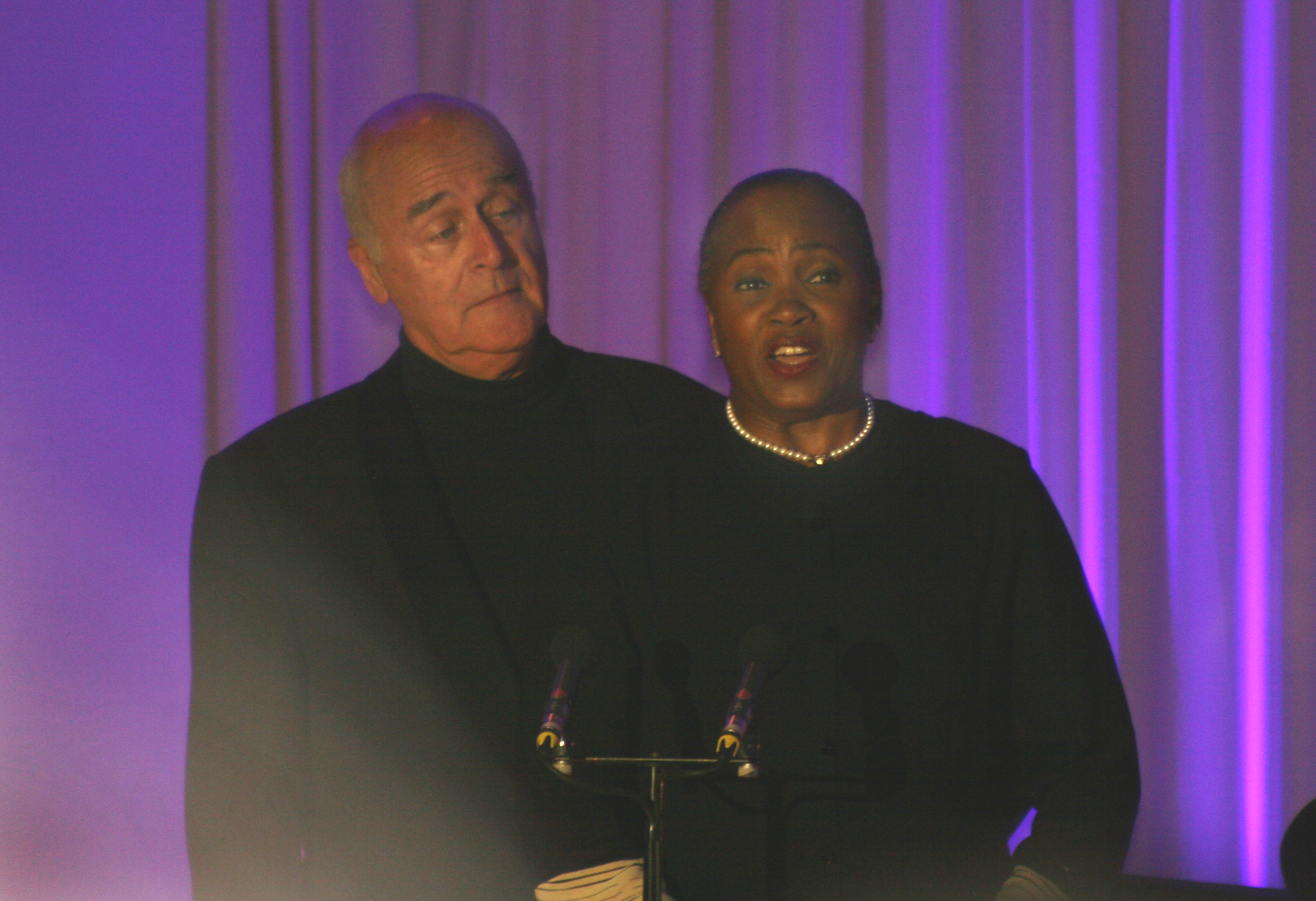
José Van Dam y Barbara Hendricks. Bruselas, 2006

## Carrera
A los diecisiete años ingresó en el conservatorio de Bruselas, donde estudió con Frédéric Anspach. Un año después se graduó con diplomas y primeros premios en voz e interpretación operística.
José van Dam debutó en la ópera con el papel del maestro de música Don Basilio en El barbero de Sevilla de Gioacchino Rossini en la Ópera de París en 1961, y permaneció en esa compañía hasta 1965, cuando cantó su primer papel principal, Escamillo en la ópera de Bizet Carmen.
Durante las dos temporadas siguientes cantó en el Gran Teatro de Ginebra. En Ginebra, cantó el estreno de La mère coupable en 1966, de Darius Milhaud. Lorin Maazel pronto escuchó a José van Dam y lo invitó a grabar L’Heure espagnole de Ravel con él para la Deutsche Grammophon. En 1967, Maazel le pidió que se uniera a la Ópera Alemana (Deutsche Oper) en Berlín. Allí cantó hasta 1973. Destacó en los papeles mozartianos de Fígaro Las bodas de Fígaro y de Leporello Don Giovanni.
En 1968 debutó en el Festival de Salzburgo en el rol de Tempo en Rappresentazione di Anima e di Corpo de Emilio de'Cavalieri. Sus interpretaciones en este Festival, muchas veces bajo la batuta de Herbert von Karajan, incluyen Don Fernando, Fígaro (en Las bodas de Fígaro), Golaud, Amfortas y el Holandés. Posteriormente ha intervenido en representaciones de Die Zauberflöte, Les contes d'Hoffmann, Fidelio y Il Trovatore. Otros festivales en los que ha participado han sido el de Aix-en-Provence y el de Orange (Francia).
Su carrera internacional despegó en los años setenta del siglo XX, al cantar en teatros como el Covent Garden de Londres, La Scala en Milán, Ópera Estatal de Viena, Ópera Alemana en Berlín, Teatro Colón en Buenos Aires y el Metropolitan Opera en Nueva York. En 1973, regresó a París para interpretar papeles protagonistas en Les Contes d'Hoffmann, La Bohème, Las bodas de Fígaro, Dardanus de Rameau, El holandés Errante de Wagner.
En 1983 participó en el estreno mundial de Saint François d'Assise de Olivier Messiaen, una de las más importantes óperas contemporáneas, asumiendo el papel titular; fue repuesto en 2004. Ha cantado en el Teatro de la Moneda en Bruselas, en donde ha interpretado Boris Godounov, Falstaff, Wozzeck, Las bodas de Fígaro, Salomé, Gianni Schicchi, Il turco in Italia.
Ha destacado, como Leporello (Don Giovanni), el verdiano del Rey Felipe (Don Carlos) y, en el repertorio francés, el papel de Escamillo (Carmen).

## Lied
José van Dam también es cantante de concierto, oratorios, y lieder. Desde 1993 canta con Maciej Pikulski como acompañante en grandes conciertos por todo el mundo: Carnegie Hall en Nueva York, La Scala en Milán, De Munt en Bruselas, el Concertgebouw de Ámsterdam, Teatro Colón en Buenos Aires, Théâtre des Champs-Elysées en París. Han realizado tres grabaciones discográficas.
En 1997 cantó Don Quichotte en L'Homme de la Mancha (comedia musical) que Jacques Brel había interpretado treinta años antes, en una serie de representaciones en la Ópera Real Valona en Lieja.
El 4 de diciembre de 1999 Van Dam fue uno de los intérpretes en la boda de Felipe, príncipe de los belgas y Mathilde d'Udekem d'Acoz.

## Honores y premios
Ha obtenido numerosos premios por sus extraordinarias interpretaciones, tanto en escena, como en grabaciones. El más destacado es la concesión de título de nobleza: en agosto de 1998 el rey Alberto II de Bélgica le concedió el título de Barón, en reconocimiento a su carrera como uno de los más destacados cantantes clásicos de todos los tiempos.
Además, tiene las siguientes distinciones:
- "Kammersänger" de Berlín (1974).
- Premio de los críticos musicales alemanes (1974).
- Medalla de Oro de la Prensa Belga (1976).
- Gran Premio de la Academia Francesa del Disco (1979).
- Orfeo de Oro de la Academia Lírica Francesa (1980).
- Premio de los Críticos Europeos (1985).
- Diapasón de Oro y Premio de la Nueva Academia del Disco (1993).
- Orfeo de Oro de la Academia de Disco Lírico (1994).

## Discografía
Ha intervenido en las siguientes grabaciones, consideradas de especial calidad por la guía Penguin (Greenfield, E., y otros, The New Penguin Guide to Compact Discs, Penguin Group):
- George Enescu: ópera Oedipe, con Bacquier, Gedda, Quilico, Orfeón Donostiarra, Orquesta Filarmónica de Montecarlo, dirigido por Foster (EMI).
- Richard Strauss: opera Die Frau ohne Schatten (La mujer sin sombra) , con Julia Varady, Plácido Domingo, Hildegard Behrens, Sumi Jo, Orquesta Filarmónica de Viena, dirigida por Georg Solti (London).
- Giuseppe Verdi: Simón Boccanegra, con Piero Cappuccilli, Mirella Freni, Nicolai Ghiaurov, Josep Carreras, Coro y Orquesta de La Scala, dirigida por Claudio Abbado (DG).
- Wagner: Parsifal, con Peter Hofmann, Kurt Moll, Vejzovic, Nimsgern, Von Halem, Coro de la Ópera Alemana, Orquesta Filarmónica de Berlín, dirigida por Herbert von Karajan (DG).

Destacada igualmente es la grabación de la ópera de Jules Massenet: Don Quichotte, con A. Fondary, Teresa Berganza, Orquesta y coro del Capitole de Toulouse, dirigido por Michel Plasson (1992).
La vasta discografía de José van Dam comprende la mayor parte de los grandes roles de barítono, así como los ciclos de Schubert (Viaje de invierno, El canto del cisne -Schwanengesang-), una integral de Henri Duparc con Maciej Pikulski y Les Nuits d'Été con Serge Baudo.

## Filmografía
- 1988: Le Maître de musique, de Gérard Corbiau, en el papel de Joachim Dallayrac
- 1985: Babel opéra, ou la répétition de Don Juan de Wolfgang Amadeus Mozart, de André Delvaux, en el papel de Don Giovanni
- 1976: Don Giovanni de Joseph Losey, en el papel de Leporello
- 1973: Otello, de Roger Benamou, como Lodovico

Ha participado en varias producciones de ópera para televisión. Puede mencionarse su intervención en Les Contes d'Hoffmann (2000), La Damnation de Faust (1999), Don Carlos (1996), o Falstaff (1987).